# Сиерци
Сиерци (на сръбски: Сијерци) е село в Босна и Херцеговина, разположено в община Соколац, в ентитета на Република Сръбска. Населението му според преброяването през 2013 г. е 78 души, от тях: 74 (94,87 %) сърби, 4 (5,12 %) неизвестни.

## Население
Численост на населението според преброяванията през годините:
- 1961 – 228 души
- 1971 – 167 души
- 1981 – 104 души
- 1991 – 57 души
- 2013 – 78 души